# Austrophorocera subanajama
Austrophorocera subanajama là một loài ruồi trong họ Tachinidae.